# Diospyros truncatifolia
Diospyros truncatifolia là một loài thực vật có hoa trong họ Thị. Loài này được Caveney mô tả khoa học đầu tiên năm 1980.